# Lo Yogi e il Commissario
Lo Yogi e il Commissario (The Yogi and the Commissar), pubblicato inizialmente in Italia con il titolo Il Yogi e il Commissario, è una raccolta di saggi di Arthur Koestler del 1942.

## Contenuto
Raccolta di saggi e articoli, il libro merita alcune considerazioni per i temi affrontati e riflessioni che riguardano soprattutto la sconfitta del comunismo nei confronti del fascismo, il ruolo dell'intellighenzia di sinistra negli anni trenta e il capitolo finale dedicato all'antinomia fra determinismo e libertà (o volontà).
Il Commissario, cioè il comunismo, crede che si possa incidere sulla realtà di tutto il tessuto sociale e umano dall'esterno e si possano guarire tutti i mali attraverso la rivoluzione; crede anche che questo fine giustifichi tutti i mezzi, dalla violenza all'inganno. All'estremo opposto vi è lo Yogi che respinge l'idea di violenza e crede che l'argomentazione logica perda la sua forza a mano a mano che la mente si accosta alla Verità (o Assoluto) che è la sola cosa che conta. Lo Yogi crede nello sforzo individuale interiore. Fra questi due estremi vi è una serie di sfumature che indicano atteggiamenti umani più moderati.
I termini di questa riflessione - che è il primo degli articoli del libro e che fu pubblicato per la prima volta nel 1942 in Horizon - analizzano il fallimento del comunismo in rapporto al fascismo, che ha conquistato le masse, e l'atteggiamento degli intellettuali in quello che definisce il decennio "pink", gli anni trenta.
Divertente il ritratto di Louis Aragon e della sua partecipazione alla guerra di Spagna: «Percorse il fronte spagnolo con un camion dotato di altoparlante, dispensando poesie alle milizie, nello stesso periodo in cui André Malraux organizzava la squadriglia internazionale dell'Aviazione repubblicana, e mentre John Cornford e Ralph Fox morivano al fronte. 
Il suo arresto "a causa di una poesia antimilitarista" fu una farsa di un giorno; non andò in Russia da fuggiasco, come si vorrebbe far intendere, ma come turista, invitato a parlare a un congresso di scrittori...» 
Altrettanto sarcastico il giudizio che ne dà come intellettuale nel riportare un saggio intitolato La rima nel 1940, posto all'interno di Crepacuore, dove Aragon parla di una serie di innovazioni da lui introdotte nella poesia francese: La prima è il ritorno dalla poesia senza rima alla poesia in rima, che secondo lui, in un senso surrealista, sarebbe legata alla sconfitta francese.
Per Koestler definire Crepacuore "l'SOS di tutta l'Europa", come è stato fatto, significa insultare l'Europa e bestemmiare i morti. L'ultimo capitolo è dedicato al tema del destino contro la libertà (o il determinismo contro la volontà) che rappresentano, secondo Koestler, l'eterno dualismo della struttura della mente umana i cui concetti derivano da istinti fondamentali che, nelle diverse epoche, si sono espressi in forme diverse. L'idea di destino corrisponde, con ogni probabilità, al desiderio di trovare un principio organizzatore, un ordine universale dietro il caos della natura; la volontà, antagonista del destino, viene definita come l'aspetto psicologico o la proiezione delle pulsioni e delle inibizioni. Se questo gioco scambievole si gioca sul piano della coscienza, dà l'impressione di un processo di scelta, senza nulla di imposto né di inevitabile.
Questa esperienza soggettiva di libertà scrive è tanto più forte quanto più il processo è vicino al centro dell'attenzione. L'esperienza della libertà, che deriva da processi il cui centro è nell'attenzione, è probabilmente un sinonimo della coscienza stessa. La sua caratteristica essenziale è che il processo dà l'impressione di agire dall'interno verso l'esterno, e non viceversa: esso sembra determinato dall'interiorità del soggetto e non dall'ambiente esteriore. In altri termini l conflitto fra libertà e determinismo è un conflitto fra due credenze istintive, di cui l'uomo fa esperienza alternativamente, con la stessa intensità.
Per Koestler il mondo cristiano è discontinuo, poiché leggi separate operano su livelli separati: divino, umano, animale, e la contraddizione logica è stata risolta attribuendo differenti tipi di logica a differenti livelli della gerarchia, che così definisce: Dio è la spiegazione di tutte le cose, ma questa spiegazione non può essere formulata sul piano inferiore (umano). Le leggi del livello superiore non possono essere dedotte dal livello inferiore, né essere ridotte a questo. I fenomeni e le leggi del livello inferiore sono impliciti nell'ordine superiore, ma i fenomeni dell'ordine superiore, quando si manifestano sul piano inferiore, appaiono inesplicabili e miracolosi.
Koestler si addentra poi in un'analisi storica di come siano mutati nel corso degli anni i rapporti tra filosofia e scienza e come l'evoluzione abbia modificato l'approccio con la stessa etica. La gerarchia dei livelli di organizzazione utilizzata nelle diverse scienze è il punto fondamentale di questa analisi.

## Edizioni
- Arthur Koestler, Lo Yogi e il commissario, Liberal, 2002,  p. 162.